# Formula Renault 2.0 Eurocup 2005
Formula Renault 2.0 Eurocup 2005 kördes över 16 omgångar, och samma säsongs italienske mästare Kamui Kobayashi vann även den här titeln, före tvåan i det italienska mästerskapet; Michael Ammermüller. Kobayashis titel här kom efter att ha hämtat upp ett 61 poängs underläge med halva säsongen kvar. Ammermüller gjorde en riktigt dålig andra halva, medan Kobayashi hittade formen, och gick förbi med en tredjeplats i det allra sista racet, medan Ammermüller blev poänglös.

## Kalender
| Bana           | Segrare Race 1      | Segrare Race 2      |
| -------------- | ------------------- | ------------------- |
| Zolder         | Michael Ammermüller | Michael Ammermüller |
| Ricardo Tormo  | Michael Ammermüller | Michael Ammermüller |
| Le Mans        | Kamui Kobayashi     | Yann Clairay        |
| Bilbao         | Michael Ammermüller | Adrian Zaugg        |
| Oschersleben   | Kamui Kobayashi     | Michael Ammermüller |
| Donington Park | Kamui Kobayashi     | Kamui Kobayashi     |
| Estoril        | Kamui Kobayashi     | Yann Clairay        |
| Monza          | Kamui Kobayashi     | Yann Clairay        |

## Slutställning
| Plats | Förare              | Poäng |
| ----- | ------------------- | ----- |
| 1     | Kamui Kobayashi     | 157   |
| 2     | Michael Ammermüller | 149   |
| 3     | Yann Clairay        | 125   |
| 4     | Carlo van Dam       | 100   |
| 5     | Filipe Albuquerque  | 64    |
| 6     | Adrian Zaugg        | 58    |
| 7     | Junior Strous       | 45    |
| 8     | Bertrand Baguette   | 43    |